# Улица Буртниеку (Рига)
Улица Бу́ртниеку (латыш. Burtnieku iela) — улица в Видземском предместье города Риги, в микрорайоне Тейка. Ведёт от улицы Айзкрауклес до улицы Иерикю.
На всём протяжении имеет асфальтовое покрытие, 2 полосы движения. Общая длина улицы составляет 1020 метров. Общественный транспорт по улице Буртниеку не курсирует, но на улице Бикерниеку есть остановка «Burtnieku iela».

## История
Улица Буртниеку появилась в 1929 году при застройке жилого района «Savs stūrītis» (рус. «Свой уголок») и названа в честь средневекового Буртниекского замка. Переименований улицы не было. Малоэтажная застройка улицы сложилась в межвоенный период; многоэтажные здания 1960-х годов и более позднего времени.

## Примечательные здания
- Жилой дом № 21 (постройки 1939 г.) является охраняемым памятником архитектуры местного значения[4].

## Прилегающие улицы
Улица Буртниеку пересекается со следующими улицами:
- Улица Айзкрауклес
- Улица Аусмас
- Улица Стуриша
- Улица Реминес
- Улица Баяру
- Улица Пикола
- Улица Бикерниеку
- Улица Раунас
- Улица Иерикю